# Nuværende stats- og regeringschefer
Dette er en liste over nuværende stats- og regeringschefer. I nogle tilfælde, hovedsageligt i stater med præsidentialisme, er landets leder både stats- og regeringschef. I andre tilfælde, hovedsageligt i stater med semipræsidentialisme og parlamentarisme, er statsoverhovedet og regeringschefen adskilte embeder.

## FN's medlemslande
| Stat                          | Statsoverhoved | Regeringschef                                                        |
| ----------------------------- | --- | -------------------------------------------------------------------- |
| Afghanistan                   | Præsident – Hibatullah Akhundzada | Præsident – Hibatullah Akhundzada                                    |
| Albanien                      | Præsident – Bajram Begaj | Premierminister – Edi Rama                                           |
| Algeriet                      | Præsident – Abdelmadjid Tebboune | Premierminister – Nadir Larbaoui                                     |
| Andorra                       | Episkopal samfyrste – Josep-Lluís Serrano Pentinat Samfyrstes repræsentant – Eduard Ibáñez Fransk samfyrste – Emmanuel Macron Samfyrstes repræsentant – Patrice Faure | Regeringschef – Xavier Espot Zamora                                  |
| Angola                        | Præsident – João Lourenço | Præsident – João Lourenço                                            |
| Antigua og Barbuda            | Konge – Charles 3. Generalguvernør – Sir Rodney Williams | Premierminister – Gaston Browne                                      |
| Argentina                     | Præsident – Javier Milei | Præsident – Javier Milei                                             |
| Armenien                      | Præsident – Vahagn Khachaturyan | Premierminister – Nikol Pasjinjan                                    |
| Aserbajdsjan                  | Præsident – Ilham Alijev | Premierminister – Ali Asadov                                         |
| Australien                    | Konge– Charles 3. Generalguvernør – David Hurley | Premierminister – Anthony Albanese                                   |
| Bahamas                       | Konge – Charles 3. Generalguvernør Cynthia A. Pratt | Premierminister – Philip Davis                                       |
| Bahrain                       | Konge – Sheikh Hamad bin Isa al-Khalifah | Premierminister – Prins Salman bin Hamad al-Khalifah                 |
| Bangladesh                    | Præsident – Shahabuddin Chuppu | Premierminister – Sheikh Hasina                                      |
| Barbados                      | Præsident – Sandra Mason | Premierminister – Mia Mottley                                        |
| Belgien                       | Konge – Philippe | Premierminister – Alexander De Croo                                  |
| Belize                        | Konge – Charles 3. Generalguvernør – Froyla Tzalam | Premierminister – Juan Briceño                                       |
| Benin                         | Præsident – Patrice Talon | Præsident – Patrice Talon                                            |
| Bhutan                        | Konge – Jigme Khesar Namgyel Wangchuck | Premierminister – Lotay Tshering                                     |
| Bolivia                       | Præsident – Luis Arce | Præsident – Luis Arce                                                |
| Bosnien-Hercegovina           | Højrepræsentant – Christian Schmidt | Højrepræsentant – Christian Schmidt                                  |
| Bosnien-Hercegovina           | Præsidentskab | Ministerrådets formand – Borjana Krišto                              |
| Bosnien-Hercegovina           | Formand – Zeljko Komsic | Ministerrådets formand – Borjana Krišto                              |
| Bosnien-Hercegovina           | Medlem – Željka Cvijanović Medlem – Denis Bećirović | Ministerrådets formand – Borjana Krišto                              |
| Botswana                      | Præsident – Mokgweetsi Masisi | Præsident – Mokgweetsi Masisi                                        |
| Brasilien                     | Præsident – Luiz Inácio Lula da Silva | Præsident – Luiz Inácio Lula da Silva                                |
| Brunei                        | Sultan og premierminister – Hassanal Bolkiah | Sultan og premierminister – Hassanal Bolkiah                         |
| Bulgarien                     | Præsident – Rumen Radev | Premierminister – Nikolaj Denkov                                     |
| Burkina Faso                  | Præsident – Ibrahim Traore | Premierminister – Apollinaire de Tambèla                             |
| Burundi                       | Præsident – Évariste Ndayishimiye | Præsident – Évariste Ndayishimiye                                    |
| Cambodja                      | Konge – Norodom Sihamoni | Premierminister – Hun Manet                                          |
| Cameroun                      | Præsident – Paul Biya | Premierminister – Joseph Ngute                                       |
| Canada                        | Konge – Charles 3. Generalguvernør – Mary Simon | Premierminister – Mark Carney                                        |
| Centralafrikanske Republik    | Præsident – Faustin-Archange Touadéra | Premierminister – Félix Moloua                                       |
| Chile                         | Præsident – Gabriel Boric | Præsident – Gabriel Boric                                            |
| Colombia                      | Præsident – Gustavo Petro | Præsident – Gustavo Petro                                            |
| Comorerne                     | Præsident – Azali Assoumani | Præsident – Azali Assoumani                                          |
| Demokratiske Republik Congo   | Præsident – Félix Tshisekedi | Premierminister – Jean-Michel Sama Lukonde                           |
| Republikken Congo             | Præsident – Denis Sassou Nguesso | Premierminister – Anatole Collinet Makosso                           |
| Costa Rica                    | Præsident – Rodrigo Chaves Robles | Præsident – Rodrigo Chaves Robles                                    |
| Cuba                          | Kommunistpartiets førstesekretær – Miguel Díaz-Canel | Kommunistpartiets førstesekretær – Miguel Díaz-Canel                 |
| Cuba                          | Præsident – Miguel Díaz-Canel | Premierminister – Manuel Marrero Cruz                                |
| Cypern                        | Præsident – Nikos Christodoulides | Præsident – Nikos Christodoulides                                    |
| Danmark                       | Konge – Frederik 10. | Statsminister – Mette Frederiksen                                    |
| Djibouti                      | Præsident – Ismail Omar Guelleh | Premierminister – Abdoulkader Kamil Mohamed                          |
| Dominica                      | Præsident – Sylvanie Burton | Premierminister – Roosevelt Skerrit                                  |
| Dominikanske Republik         | Præsident – Luis Abinader | Præsident – Luis Abinader                                            |
| Ecuador                       | Præsident – Daniel Noboa | Præsident – Daniel Noboa                                             |
| Egypten                       | Præsident – Abdel Fattah al-Sisi | Premierminister – Moustafa Madbouly                                  |
| El Salvador                   | Præsident – Claudia Rodríguez de Guevara | Præsident – Claudia Rodríguez de Guevara                             |
| Elfenbenskysten               | Præsident – Alassane Ouattara | Premierminister – Robert Beugré Mambé                                |
| Eritrea                       | Præsident – Isaias Afewerki | Præsident – Isaias Afewerki                                          |
| Estland                       | Præsident – Edgars Rinkēvičs | Premierminister – Evika Siliņa                                       |
| Etiopien                      | Præsident – Sahle-Work Zewde | Premierminister – Abiy Ahmed                                         |
| Fiji                          | Præsident – Wiliame Katonivere | Premierminister – Sitiveni Rabuka                                    |
| Filippinerne                  | Præsident – Bongbong Marcos | Præsident – Bongbong Marcos                                          |
| Finland                       | Præsident – Sauli Niinistö | Statsminister – Petteri Orpo                                         |
| Forenede Arabiske Emirater    | Præsident – Sheikh Mohamed bin Zayed Al Nahyan | Premierminister – Sheikh Mohammed bin Rashid al-Maktoum              |
| Frankrig                      | Præsident – Emmanuel Macron | Premierminister – Élisabeth Borne                                    |
| Gabon                         | Præsident – Brice Oligui | Premierminister – Raymond Ndong Sima                                 |
| Gambia                        | Præsident – Adama Barrow | Præsident – Adama Barrow                                             |
| Georgien                      | Præsident – Salomé Zourabichvili | Premierminister – Irakli Kobakhidze                                  |
| Ghana                         | Præsident – Nana Akufo-Addo | Præsident – Nana Akufo-Addo                                          |
| Grenada                       | Konge – Charles 3. Generalguvernør – Dame Cécile La Grenade | Premierminister – Dickon Mitchell                                    |
| Grækenland                    | Præsident – Katerina Sakellaropoulou | Premierminister – Kyriakos Mitsotakis                                |
| Guatemala                     | Præsident – Bernardo Arévalo | Præsident – Bernardo Arévalo                                         |
| Guinea                        | Præsident – Mamady Doumbouya | Premierminister – Bernard Gomou                                      |
| Guinea-Bissau                 | Præsident –Umaro Sissoco Embaló | Premierminister – Rui Duarte de Barros                               |
| Guyana                        | Præsident – Irfaan Ali | Premierminister – Mark Phillips                                      |
| Haiti                         | Konstitueret præsident – Ariel Henry | Konstitueret premierminister – Ariel Henry                           |
| Honduras                      | Præsident – Xiomara Castro | Præsident – Xiomara Castro                                           |
| Hviderusland                  | Præsident – Aleksandr Lukasjenko | Premierminister – Raman Halowtsjenka                                 |
| Indien                        | Præsident – Droupadi Murmu | Premierminister – Narendra Modi                                      |
| Indonesien                    | Præsident – Joko Widodo | Præsident – Joko Widodo                                              |
| Irak                          | Præsident –Latif Rashid | Premierminister – Mohammed al-Sudani                                 |
| Iran                          | Øverste leder – Ali Khamenei | Præsident – Ebrahim Raisi                                            |
| Irland                        | Præsident – Michael D. Higgins | Taoiseach – Leo Varadkar                                             |
| Island                        | Præsident – Guðni Th. Jóhannesson | Statsminister – Katrín Jakobsdóttir                                  |
| Israel                        | Præsident – Isaac Herzog | Premierminister – Benjamin Netanyahu                                 |
| Italien                       | Præsident – Sergio Mattarella | Ministerrådets formand – Giorgia Meloni                              |
| Jamaica                       | Konge – Charles 3. Generalguvernør – Sir Patrick Allen | Premierminister – Andrew Holness                                     |
| Japan                         | Kejser – Naruhito | Premierminister – Fumio Kishida                                      |
| Jordan                        | Konge – Abdullah 2. | Premierminister – Bisher al-Khasawneh                                |
| Kap Verde                     | Præsident – José Maria Neves | Premierminister – Ulisses Correia e Silva                            |
| Kasakhstan                    | Præsident – Kassym-Jomart Tokajev | Premierminister – Oljas Bektenov                                     |
| Kenya                         | Præsident – William Ruto | Præsident – William Ruto                                             |
| Kina                          | Kommunistpartiets generalsekretær – Xi Jinping | Kommunistpartiets generalsekretær – Xi Jinping                       |
| Kina                          | Præsident – Xi Jinping | Statsrådets formand – Li Qiang                                       |
| Kirgisistan                   | Præsident – Sadyr Jarapov | Premierminister – Akylbek Dzaparov                                   |
| Kiribati                      | Præsident – Taneti Mamau | Præsident – Taneti Mamau                                             |
| Kroatien                      | Præsident – Zoran Milanovic | Premierminister – Andrej Plenkovic                                   |
| Kuwait                        | Emir – Meshal al-Ahmad al-Sabah | Premierminister – Mohammad Sabah Al-Salem Al-Sabah                   |
| Laos                          | Kommunistpartiets generalsekretær – Thongloun Sisoulith | Kommunistpartiets generalsekretær – Thongloun Sisoulith              |
| Laos                          | Præsident – Thongloun Sisoulith | Premierminister – Sonexay Siphandone                                 |
| Lesotho                       | Konge – Letsie 3. | Premierminister – Sam Matekane                                       |
| Letland                       | Præsident – Edgars Rinkēvičs | Premierminister – Evika Siliņa                                       |
| Libanon                       | Præsident – Michel Aoun | Premierminister– Najib Mikati                                        |
| Liberia                       | Præsident – George Weah | Præsident – George Weah                                              |
| Libyen                        | Præsidentrådets formand og premierminister – Mohamed al-Menfi | Præsidentrådets formand og premierminister – Mohamed al-Menfi        |
| Liechtenstein                 | Fyrste – Hans Adam 2. | Regeringschef – Daniel Risch                                         |
| Litauen                       | Præsident – Gitanas Nausėda | Premierminister – Ingrida Šimonytė                                   |
| Luxembourg                    | Storhertug – Henri | Premierminister – Luc Frieden                                        |
| Madagaskar                    | Præsident – Andry Rajoelina | Premierminister – Christian Ntsay                                    |
| Malawi                        | Præsident – Lazarus Chakwera | Præsident – Lazarus Chakwera                                         |
| Malaysia                      | Yang di-Pertuan Agong – Abdullah Ri'ayatuddin | Premierminister – Anwar Ibrahim                                      |
| Maldiverne                    | Præsident – Mohamed Muizzu | Præsident – Mohamed Muizzu                                           |
| Mali                          | Præsident – Assimi Goïta | Premierminister – Choguel Kokalla Maïga                              |
| Malta                         | Præsident – George Vella | Premierminister – Robert Abela                                       |
| Marokko                       | Konge – Mohammed 6. | Premierminister – Aziz Akhannouch                                    |
| Marshalløerne                 | Præsident – Hilda Heine | Præsident – Hilda Heine                                              |
| Mauretanien                   | Præsident – Mohamed Ould Ghazouani | Premierminister – Mohamed Ould Bilal                                 |
| Mauritius                     | Præsident – Prithvirajsing Roopun | Premierminister – Pravind Jugnauth                                   |
| Mexico                        | Præsident – Andrés Manuel López Obrador | Præsident – Andrés Manuel López Obrador                              |
| Mikronesien                   | Præsident – Wesley Simina | Præsident – Wesley Simina                                            |
| Moldova                       | Præsident – Maia Sandu | Premierminister – Dorin Recean                                       |
| Monaco                        | Fyrste – Albert 2. | Premierminister – Pierre Dartout                                     |
| Mongoliet                     | Præsident – Ukhnaagijn Khürelsükh | Premierminister – Luvsannamsrain Oyun-Erdene                         |
| Montenegro                    | Præsident – Jakov Milatović | Premierminister – Milojko Spajić                                     |
| Mozambique                    | Præsident – Filipe Nyusi | Premierminister – Adriano Maleine                                    |
| Myanmar                       | Præsident – Myint Swe | Statsråd – Min Aung Hlaing                                           |
| Namibia                       | Præsident – Nangolo Mbumba | Premierminister – Saara Kuugongelwa                                  |
| Nauru                         | Præsident – David Adeang | Præsident – David Adeang                                             |
| Nederlandene                  | Konge – Willem-Alexander | Premierminister – Mark Rutte                                         |
| Nepal                         | Præsident – Ram Chandra Poudel | Premierminister – Pushpa Kamal Dahal                                 |
| New Zealand                   | Konge – Charles 3. Generalguvernør – Dame Cindy Kiro | Premierminister – Christopher Luxon                                  |
| Nicaragua                     | Præsident – Daniel Ortega | Præsident – Daniel Ortega                                            |
| Niger                         | Præsident – Abdourahamane Tchiani | Premierminister – Ali Lamine Zeine                                   |
| Nigeria                       | Præsident – Bola Tinubu | Præsident – Bola Tinubu                                              |
| Nordkorea                     | Arbejderpartiets formand – Kim Jong-un | Arbejderpartiets formand – Kim Jong-un                               |
| Nordkorea                     | Øverste leder – Kim Jong-un Formand for Den øverste folkeforsamlings præsidium – Choe Ryong-hae                                                                       | Kabinetsformand – Kim Jae-ryong                                      |
| Nordmakedonien                | Præsident – Stevo Pendarovski | Regeringspræsident – Talat Xhaferi                                   |
| Norge                         | Konge – Harald 5. | Statsminister – Jonas Gahr Støre                                     |
| Oman                          | Sultan og premierminister – Haitham bin Tariq al-Said | Sultan og premierminister – Haitham bin Tariq al-Said                |
| Pakistan                      | Præsident – Asif Ali Zardari | Premierminister – Shehbaz Sharif                                     |
| Palau                         | Præsident – Surangel Whippis Jr. | Præsident – Surangel Whippis Jr.                                     |
| Palæstina                     | Præsident – Mahmoud Abbas | Premierminister – Mohammad Shtayyeh                                  |
| Panama                        | Præsident – Laurentino Cortizo | Præsident – Laurentino Cortizo                                       |
| Papua Ny Guinea               | Konge – Charles 3. Generalguvernør – Sir Bob Dadae | Premierminister – James Marape                                       |
| Paraguay                      | Præsident – Santiago Peña | Præsident – Santiago Peña                                            |
| Peru                          | Præsident – Dina Boluarte | Premierminister – Alberto Otárola                                    |
| Polen                         | Præsident – Andrzej Duda | Premierminister – Donald Tusk                                        |
| Portugal                      | Præsident – Marcelo Rebelo de Sousa | Premierminister – António Costa                                      |
| Qatar                         | Emir – Sheikh Tamim bin Hamad al-Thani | Premierminister – Sheikh Khalid bin Khalifah bin Abdul Aziz al-Thani |
| Rumænien                      | Præsident – Klaus Iohannis | Premierminister – Marcel Ciolacu                                     |
| Rusland                       | Præsident – Vladimir Putin | Premierminister – Mikhail Mishustin                                  |
| Rwanda                        | Præsident – Paul Kagame | Premierminister – Édouard Ngirente                                   |
| Saint Kitts og Nevis          | Konge – Charles 3. Generalguvernør – Dame Marcella Liburd | Premierminister – Terrance Drew                                      |
| Saint Lucia                   | Konge – Charles 3. Generalguvernør – Sir Neville Cenac | Premierminister – Philip J. Pierre                                   |
| Saint Vincent og Grenadinerne | Konge – Charles 3. Generalguvernør – Susan Dougan | Premierminister – Ralph Gonsalves                                    |
| Salomonøerne                  | Konge – Charles 3. Generalguvernør – Sir David Vunagi | Premierminister – Manasseh Sogavare                                  |
| Samoa                         | O le Ao o le Malo – Vaaletoa Sualauvi 2. | Premierminister – Naomi Mataʻafa                                     |
| San Marino                    | Regentkaptajn – Filippo Tamagnini og Gaetano Troina | Regentkaptajn – Filippo Tamagnini og Gaetano Troina                  |
| São Tomé og Príncipe          | Præsident – Carlos Vila Nova | Premierminister – Patrice Trovoada                                   |
| Saudi-Arabien                 | Konge – Salman | Premierminister – Mohammad bin Salman                                |
| Schweiz                       | Forbundsrådet | Forbundsrådet                                                        |
| Schweiz                       | Præsident – Viola Amherd |                                                                      |
| Schweiz                       | Vicepræsident – Karin Keller-Sutter Medlem – Guy Parmelin Medlem – Ignazio Cassis Medlem – Élisabeth Baume-Schneider Medlem – Albert Rösti Medlem – Beat Jans         |                                                                      |
| Senegal                       | Præsident – Macky Sall | Præsident – Macky Sall                                               |
| Serbien                       | Præsident – Aleksandar Vucic | Premierminister – Ana Brnabic                                        |
| Seychellerne                  | Præsident – Wavel Ramkalawan | Præsident – Wavel Ramkalawan                                         |
| Sierra Leone                  | Præsident – Julius Maada Bio | Førsteminister – David Moinina Sengeh                                |
| Singapore                     | Præsident – Tharman Shanmugaratnam | Premierminister – Lee Hsien Loong                                    |
| Slovakiet                     | Præsident – Zuzana Caputová | Premierminister – Robert Fico                                        |
| Slovenien                     | Præsident – Nataša Pirc Musar | Premierminister – Robert Golob                                       |
| Somalia                       | Præsident – Hassan Sheikh Mohamud | Premierminister – Hamza Abdi Barre                                   |
| Spanien                       | Konge – Felipe 6. | Regeringspræsident – Pedro Sánchez                                   |
| Sri Lanka                     | Præsident – Ranil Wickremesinghe | Premierminister – Dinesh Gunawardena                                 |
| Storbritannien                | Konge – Charles 3. | Premierminister – Rishi Sunak                                        |
| Sudan                         | Suverænitetsrådets formand – Abdel Fattah al-Burhan | Premierminister – Osman Hussein                                      |
| Surinam                       | Præsident – Chan Santokhi | Præsident – Chan Santokhi                                            |
| Sverige                       | Konge – Carl 16. Gustaf | Statsminister – Ulf Kristersson                                      |
| Swaziland                     | Konge – Mswati 3. | Konstitueret premierminister – Russel Dlamini                        |
| Sydafrika                     | Præsident – Cyril Ramaphosa | Præsident – Cyril Ramaphosa                                          |
| Sydkorea                      | Præsident – Yoon Suk-yeol | Premierminister – Han Duck-soo                                       |
| Sydsudan                      | Præsident – Salva Kiir Mayardit | Præsident – Salva Kiir Mayardit                                      |
| Syrien                        | Præsident – Bashar al-Assad | Premierminister – Hussein Arnous                                     |
| Tadsjikistan                  | Præsident – Emomali Rakhmon | Premierminister – Kokhir Rasulzoda                                   |
| Tanzania                      | Præsident – Samia Suluhu | Premierminister – Kassim Majaliwa                                    |
| Tchad                         | Præsident – Mahamat Déby | Premierminister – Saleh Kebzabo                                      |
| Thailand                      | Konge – Maha Vajiralongkorn | Premierminister – Srettha Thavisin                                   |
| Tjekkiet                      | Præsident – Petr Pavel | Premierminister – Petr Fiala                                         |
| Togo                          | Præsident – Faure Gnassingbé | Premierminister – Komi Sélom Klassou                                 |
| Tonga                         | Konge – Tupou 6. | Premierminister – Siaosi Sovaleni                                    |
| Trinidad og Tobago            | Præsident – Paula-Mae Weekes | Premierminister – Keith Rowley                                       |
| Tunesien                      | Præsident – Kais Saied | Regeringschef – Ahmed Hachani                                        |
| Turkmenistan                  | Præsident – Serdar Berdimukhamedov | Præsident – Serdar Berdimukhamedov                                   |
| Tuvalu                        | Konge – Charles 3. Generalguvernør – Sir Tofiga Vaevalu Falani | Premierminister – Kausea Natano                                      |
| Tyrkiet                       | Præsident – Recep Tayyip Erdogan | Præsident – Recep Tayyip Erdogan                                     |
| Tyskland                      | Præsident – Frank-Walter Steinmeier | Forbundskansler – Olaf Scholz                                        |
| Uganda                        | Præsident – Yoweri Museveni | Premierminister – Ruhakana Rugunda                                   |
| Ukraine                       | Præsident – Volodymyr Zelenskij | Premierminister – Denys Shmyhal                                      |
| Ungarn                        | Præsident – Katalin Novák | Premierminister – Viktor Orbán                                       |
| Uruguay                       | Præsident – Luis Lacalle Pou | Præsident – Luis Lacalle Pou                                         |
| USA                           | Præsident – Joe Biden | Præsident – Joe Biden                                                |
| Usbekistan                    | Præsident – Sjavkat Mirsijojev | Premierminister – Abdulla Aripov                                     |
| Vanuatu                       | Præsident – Nikenike Vurobaravu | Premierminister – Charlot Salwai                                     |
| Vatikanstaten                 | Regent – Pave Frans | Guvernementets formand – Kardinal Giuseppe Bertello                  |
| Venezuela                     | Præsident – Nicolás Maduro | Præsident – Nicolás Maduro                                           |
| Vietnam                       | Kommunistpartiets generalsektær – Nguyen Phu Trong | Kommunistpartiets generalsektær – Nguyen Phu Trong                   |
| Vietnam                       | Præsident – Nguyen Phu Trong | Premierminister – Phạm Minh Chính                                    |
| Yemen                         | Præsident – Rashad Alimi | Premierminister – Maeen Abdulmalik Saeed                             |
| Zambia                        | Præsident – Hakainde Hichilema | Præsident – Hakainde Hichilema                                       |
| Zimbabwe                      | Præsident – Emmerson Mnangagwa | Præsident – Emmerson Mnangagwa                                       |
| Ækvatorialguinea              | Præsident – Teodoro Obiang Nguema Mbasogo | Premierminister – Manuela Roka Botey                                 |
| Østrig                        | Præsident – Alexander Van der Bellen | Forbundskansler – Karl Nehammer                                      |
| Østtimor                      | Præsident – José Ramos-Horta | Premierminister – Xanana Gusmão                                      |

## Afhængige områder
Disse områder er selvstyrende, men er ikke uafhængige stater i egen ret. De har derfor samme statsoverhoved som den suveræne stat, de er afhængige af. Disse områder er af samme årsag ikke FN-medlemsstater. 
| Suveræn stat   | Enhed        | Status              | Statsoverhoved                                            | Regeringschef                                                               |
| -------------- | ------------ | ------------------- | --------------------------------------------------------- | --------------------------------------------------------------------------- |
| Storbritannien | Jersey       | Kronbesiddelse      | Konge – Charles 3. Viceguvernør – Sir Stephen Dalton      | Førsteminister – John Le Fondré                                             |
| Storbritannien | Guernsey     | Kronbesiddelse      | Konge – Charles 3. Viceguvernør – Ian Corder              | Førsteminister – Gavin St Pier                                              |
| Storbritannien | Isle of Man  | Kronbesiddelse      | Konge – Charles 3. Viceguvernør – Sir Richard Gozney      | Førsteminister – Howard Quayle                                              |
| Storbritannien | Skotland     | Konstituerende land | Konge – Charles 3.                                        | Førsteminister – Nicola Sturgeon                                            |
| Storbritannien | Nordirland   | Konstituerende land | Konge – Charles 3.                                        | Førsteminister – Michelle O'Neill Viceførsteminister – Emma Little-Pengelly |
| Storbritannien | Wales        | Konstituerende land | Konge – Charles 3.                                        | Førsteminister – Mark Drakeford                                             |
| Nederlandene   | Aruba        | Konstituerende land | Konge – Willem-Alexander Guvernør – Alfonso Boekhoudt     | Premierminister – Evelyn Wever-Croes                                        |
| Nederlandene   | Curaçao      | Konstituerende land | Konge – Willem-Alexander Guvernør – Lucille George-Wout   | Premierminister – Eugene Rhuggenaath                                        |
| Nederlandene   | Sint Maarten | Konstituerende land | Konge – Willem-Alexander Guvernør – Eugene Holiday        | Premierminister – Silveria Jacobs                                           |
| Danmark        | Grønland     | Konstituerende land | Kong – Frederik 10. Rigsombudsmand – Mikaela Engell       | Formand for Grønlands regering – Múte Bourup Egede                          |
| Danmark        | Færøerne     | Konstituerende land | Kong – Frederik 10. Rigsombudsmand – Lene Moyell Johansen | Lagmand – Bárður Á Steig Nielsen                                            |

## Andre stater
Disse stater kontrollerer de facto deres territorium og anerkendes af mindst en FN-medlemsstat.
| Stat        | Officielt en del af | Statsoverhoved                                                | Regeringschef                               |
| ----------- | ------------------- | ------------------------------------------------------------- | ------------------------------------------- |
| Abkhasien   | Georgien            | Konstitueret præsident – Valeri Bganba                        | Premierminister – Valeri Bganba             |
| Cookøerne   | New Zealand         | Dronning – Charles 3. Dronningens repræsentant – Tom Marsters | Premierminister – Henry Puna                |
| Kosovo      | Serbien             | Præsident – Hashim Thaci                                      | Premierminister – Albin Kurti               |
| Niue        | New Zealand         | Dronning – Charles 3. Generalguvernør – Dame Cindy Kiro       | Premierminister – Sir Toke Talagi           |
| Nordcypern  | Cypern              | Præsident – Mustafa Akinci                                    | Premierminister – Ersin Tatar               |
| Vestsahara  | Marokko             | Polisaros generalsekretær – Brahim Ghali                      | Polisaros generalsekretær – Brahim Ghali    |
| Vestsahara  | Marokko             | Præsident – Brahim Ghali                                      | Premierminister – Mohamed Wali Akeik        |
| Sydossetien | Georgien            | Præsident – Anatolij Bibilov                                  | Premierminister – Erik Pukhajev             |
| Taiwan      | Kina                | Præsident – Tsai Ing-wen                                      | Den udøvende yuans formand – Su Tseng-chang |

Disse stater kontrollerer de facto deres territorium, men anerkendes ikke af nogen FN-medlemsstat. 
| Stat          | Officielt en del af | Statsoverhoved                  | Regeringschef                        |
| ------------- | ------------------- | ------------------------------- | ------------------------------------ |
| Artsakh       | Aserbajdsjan        | Præsident – Bako Sahakjan       | Præsident – Bako Sahakjan            |
| Somaliland    | Somalia             | Præsident – Muse Bihi Abdi      | Præsident – Muse Bihi Abdi           |
| Transnistrien | Moldova             | Præsident – Vadim Krasnoselskij | Premierminister – Aleksandr Martynov |

## Andre regeringer
Disse regeringer anerkendes som legitime af mindst et FN-medlem.
| Regering                  | Stat      | Statsoverhoved                                     | Regeringschef                               |
| ------------------------- | --------- | -------------------------------------------------- | ------------------------------------------- |
| Repræsentanternes Hus     | Libyen    | Repræsentanternes Hus' formand – Aguila Saleh Issa | Premierminister – Abdullah al-Thani         |
| Nationalforsamlingen      | Venezuela | Nationalforsamlingens formand – Juan Guaidó        | Nationalforsamlingens formand – Juan Guaidó |
| Øverste Politiske Råd     | Yemen     | Øverste Politiske Råds formand – Mahdi al-Mashat   | Premierminister – Abdel-Aziz bin Habtour    |
| Syriens overgangsregering | Syrien    | Præsident – Anas al-Abdah                          | Premierminister – Abdurrahman Mustafa       |

## Andre enheder
| Enhed            | Statsoverhoved                                                       | Regeringschef                                    |
| ---------------- | -------------------------------------------------------------------- | ------------------------------------------------ |
| Europæiske Union | Europæiske Råds formand – Charles Michel                             | Europa-Kommissionsformand – Ursula von der Leyen |
| Malteserordenen  | Fyrste og stormester – Giacomo dalla Torre del Tempio di Sanguinetto | Storkansler – Albrecht Freiherr von Boeselager   |